# Subligny (Yonne)
Subligny é uma comuna francesa na região administrativa de Borgonha-Franco-Condado, no departamento de Yonne. Estende-se por uma área de 7,88 km². Em 2010 a comuna tinha 527 habitantes (densidade: 66,9 hab./km²).